# Железная дорога острова Банаба
Железная дорога острова Банаба (англ. Ocean Island Railway, позже англ. Banaba Island Railway) — узкоколейная железная дорога на острове Банаба, Республика Кирибати.
В 1900 году представителями австрало-британской «Компания тихоокеанских островов» (англ. The Pacific Island Company) на острове Банаба были обнаружены залежи гуано — ценный источник азотно-фосфатного сырья, которое использовалось в качестве удобрения и сырья для производства порохов и взрывчатых веществ. Для интенсификации добычи и облегчения транспортировки Компания, которая к этому времени стала называться «Тихоокеанской фосфатной компанией» (англ. The Pacific Phosphate Company), приняла решение построить узкоколейную железную дорогу. В 1906 году началось движение по единственной ветке.
Длина единственной железнодорожной ветки составляла около 3 км (2 мили). Начиналась дорога в порту, в районе пирсов (англ. Uma). Далее проходила через посёлок местных рабочих (англ. Tabiang), европейский посёлок (англ. Tabwewa), где имела остановочные пункты, и заканчивалась в районе северных разработок гуано. На момент открытия ширина колеи составляла 610 мм. Сначала на линии использовался паровоз британского производителя W. G. Bagnall. Позже эксплуатировались паровозы германского производителя Orenstein & Koppel. В 1937 году колея была расшита до 914 мм и доставлены новые паровозы Orenstein & Koppel под более широкую колею. После Второй мировой войны колея была расширена до 1435 мм, а паровозы были заменены дизельными локомотивами. Эксплуатация была прекращена в 1979 году. В конце концов железнодорожное полотно пришло в негодность и было переделано в автомобильную дорогу.